# クイント・ヴィチェンティーノ
クイント・ヴィチェンティーノ（伊: Quinto Vicentino）は、イタリア共和国ヴェネト州ヴィチェンツァ県にある、人口約5,900人の基礎自治体（コムーネ）。

## 地理

### 位置・広がり

#### 隣接コムーネ
隣接するコムーネは以下の通り。括弧内のPDはパドヴァ県所属を示す。
- ボルツァーノ・ヴィチェンティーノ
- ガッツォ (PD)
- サン・ピエトロ・イン・グ (PD)
- トッリ・ディ・クアルテゾーロ
- ヴィチェンツァ

### 気候分類・地震分類
気候分類では、zona E, 2368 GGに分類される。
また、イタリアの地震リスク階級 (it) では、zona 2 (sismicità media) に分類される。

## 行政

### 分離集落
クイント・ヴィチェンティーノには、以下の分離集落（フラツィオーネ）がある。
- Lanzè, Valproto, Villaggio Monte Grappa